# 池田淳
池田 淳（いけだ あつし、1918年（大正7年）12月19日 - 1989年（平成元年）6月16日）は、昭和期の地方公務員、政治家。衆議院議員（2期、自由民主党）。

## 来歴
千葉県君津郡竹岡村（現富津市）で、清酒「聖泉」醸造元・池田酒造の二男として生まれた。木更津中学校（現千葉県立木更津高等学校）を経て、1947年（昭和22年）日本大学法文学部卒。
1948年（昭和23年）千葉県庁に入り、地方課長、総務課長、農林部長などを歴任し、1975年（昭和50年）出納長に就任。その後、国民保険会千葉県連合会副会長を務めた。
水田三喜男の後継者として1979年（昭和54年）の第35回衆議院議員総選挙に無所属で千葉県第3区から立候補し当選する。当選直後に自由民主党に入り、2期務めた。1983年（昭和58年）の第37回総選挙で、保守分裂によって票が割れたことにより落選した。
1989年（平成元年）6月16日、死去した。70歳没。同月23日、特旨を以て位記を追賜され、死没日付をもって正五位勲三等に叙され、瑞宝章を追贈された。